# 549. pehotni polk (Wehrmacht)
Za druge 549. polke glejte 549. polk.
549. pehotni polk (izvirno nemško Infanterie-Regiment 549) je bil eden izmed pehotnih polkov v sestavi redne nemške kopenske vojske med drugo svetovno vojno.

## Zgodovina
Polk je bil ustanovljen 22. maja 1940 kot polk 10. vala na ukaz Wehrmachtsbefehlshaber Böhmen-Mähren iz nadomestnih čet WK V in dodeljen 278. pehotni diviziji.
Julija 1940 je bil polk razpuščen zaradi hitrega zaključka francoske kampanje; čete so bile vrnjene k izvirnim enotam.
Polk je bil ponovno ustanovljen 15. decembra 1941 kot polk 17. vala, kot »Walküre« enota, iz delov 207. in 322. pehotnega polka; polk je bil dodeljen 328. pehotni diviziji.
15. oktobra istega leta je bil polk preimenovan v 549. grenadirski polk.